# Gwyn ap Nudd

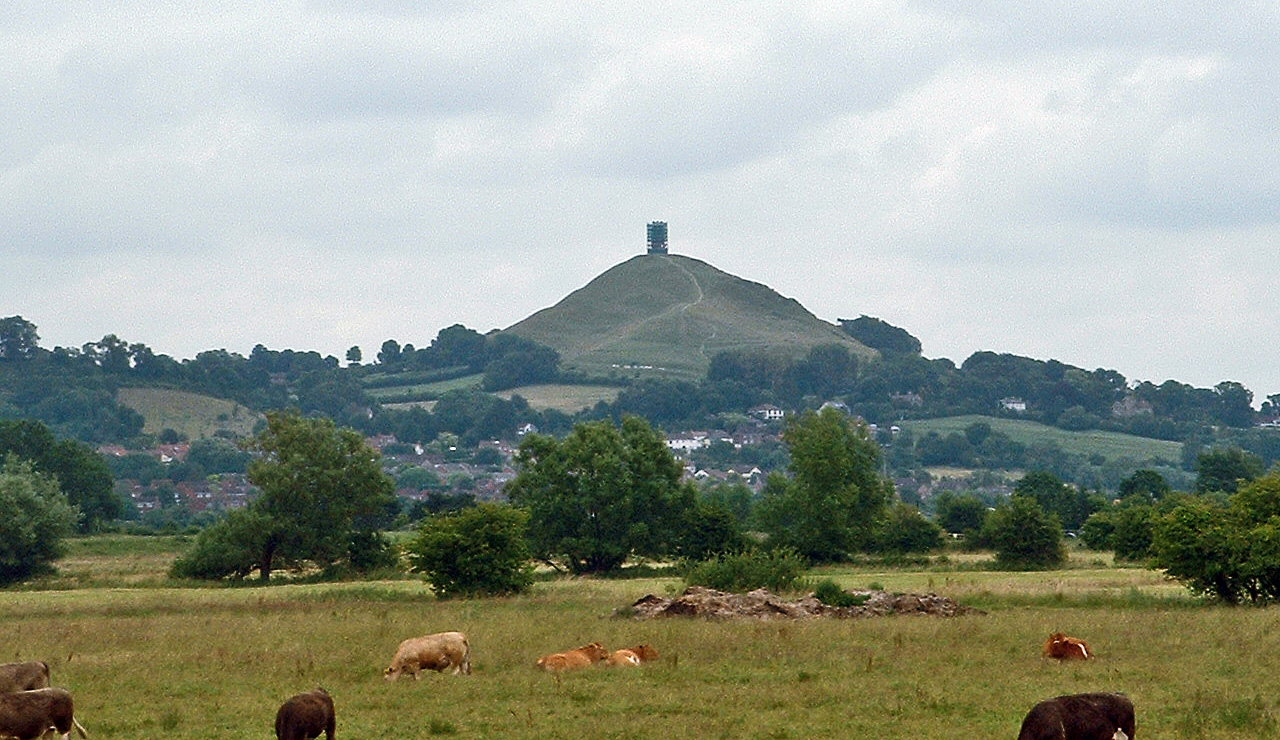
Gwyn ap Nudd está íntimamente asociado con Glastonbury Tor.

Gwyn ap Nudd (pronunciación galesa [ˈꞬwɨn ap ˈnɨːð], a veces escrito Gwynn ap Nudd) es una figura de la mitología galesa, el rey de los Tylwyth Teg o "gente hada" y gobernante del otro mundo galés, Annwn, y cuyo nombre significa "Gwyn, hijo de Nudd”. Descrito posteriormente como un gran guerrero de "rostro ennegrecido", Gwyn está íntimamente asociado con el otro mundo en la literatura medieval galesa, y se le asocia con la tradición internacional de la cacería salvaje.

## Familia
Gwyn es hijo de Nudd (probablemente el mismo personaje que es conocido en otros lugares como Lludd[cita requerida]) y por lo tanto nieto de Beli Mawr y sobrino de Arianrhod, Llefelys, Penarddun, Afallach, Gofannon, Nynniaw, Peibaw y Casivelono. Basándose en su patronímico compartido (ap Nudd), entre sus hermanos se incluyen Edern, un guerrero que aparece en numerosos textos artúricos, y Owain ap Nudd, a quien se menciona brevemente en el Geraint y Enid. En el Culhwch y Olwen, Gwyn es amante de Creiddylad, la hija de Lludd, y quien por lo tanto puede ser su propia hermana, si bien tal conjetura no fue hecha por el autor o autores medievales del Culhwch y Olwen .

## Leyendas

### El secuestro de Creiddylad
Gwyn juega un papel destacado en el antiguo cuento artúrico del Culhwch y Olwen en el que secuestra a Creiddylad (probablemente, su hermana) de manos de su prometido, Gwythyr ap Greidawl. En represalia, Gwythyr reúne un gran ejército contra Gwyn, lo que concluye en una feroz batalla entre los dos. Gwyn salió victorioso y, tras el conflicto, capturó a varios de los nobles de Gwythyr, entre ellos Nwython y su hijo Cyledr. Gwyn mata posteriormente a Nwython y obliga a Cyledr a comerse el corazón de su padre. Como resultado de tal tortura a manos de Gwyn, Cyledr enloquece, lo que le gana el epíteto de Wyllt  (el salvaje).
Tras la intervención de Arturo, Gwyn y Gwythr acuerdan luchar por Creiddylad cada fiesta de mayo hasta el día del juicio final. El guerrero que salga victorioso en este último día tomará por fin a la doncella. Este combate puede tratarse de un ejemplo de una supuesta competencia entre el verano y el invierno, así como una variante del presunto mito de rey del acebo propuesto por Robert Graves. De acuerdo con el Culhwch y Olwen, Gwyn fue "puesto sobre la prole de los demonios en Annwn, para que no destruyeran a la raza actual".

### Como parte del séquito de Arturo
Antes de lograr ganarse la mano de Olwen, Culhwch ap Cilydd debe completar una serie de tareas aparentemente imposibles que le dio el padre de Olwen, el gigante Ysbaddaden. Una de tales tareas es la de recuperar el peine y las tijeras que están en la cabeza del vicioso jabalí Twrch Trwyth. Como es imposible cazar al jabalí sin la ayuda de Gwyn, es llamado a que se una a Arturo y su séquito para ir contra Twrch Trwyth. Durante la caza, se le describe montado en Du-y-Moroedd, el único caballo que puede llevarlo. Tanto Gwyn como Gwythyr parten con Arturo a recuperar la sangre de Orddu, bruja de las tierras altas del infierno.

### Otras hazañas
Gwyn aparece de manera prominente en el poema medieval El diálogo de Gwyn ap Nudd y Gwyddno Garanhir, que aparece en el Libro Negro de Carmarthen. En esta narrativa, Gwyn, regresando de la batalla, se tropieza con Gwyddno, rey de Cantre'r Gwaelod, y le ofrece su protección. Gwyn entonces relata sus hazañas en el campo de batalla y su papel como psicopompo, una figura misteriosa que reúne las almas de guerreros británicos caídos como Bran el beato, Meurig ap Carreian, Gwendoleu ap Ceidaw y Llacheu ab Arthur. Sus habilidades para el combate son loadas en este poema: se le describe como "la esperanza de los ejércitos" y "héroe de las huestes" y, cuando se le pregunta de qué región proviene, simplemente responde: "Vengo de la batalla y el conflicto". El poema termina con la proclama de Gwyn:
He estado, he estado, donde los soldados de Bretaña fueron asesinados
Desde el oriente hasta el norte
Soy escolta de la tumba.
He estado donde los soldados de Bretaña fueron asesinados
Desde el oriente hasta el sur

Estoy vivo, y ellos muertos
Su papel como psicopompo aparece en paralelo en la tradición posterior sobre él como líder de la Cacería Salvaje, en la que lidera una manada de perros sobrenaturales conocidos como los Cŵn Annwn (los sabuesos de Annwn) para cosechar almas humanas. En el folclore galés, escuchar los ladridos de los perros de Gwyn era un presagio de muerte inminente en la familia. En El Dialogo, Gwyn también aparece acompañado por un sabueso, Dormarth el de nariz rojiza.
Gwyn al parecer fue testigo de un "conflicto" frente a Caer Vandwy, una fortaleza del otro mundo mencionada en el Preiddeu Annwfn.

### Tradiciones posteriores

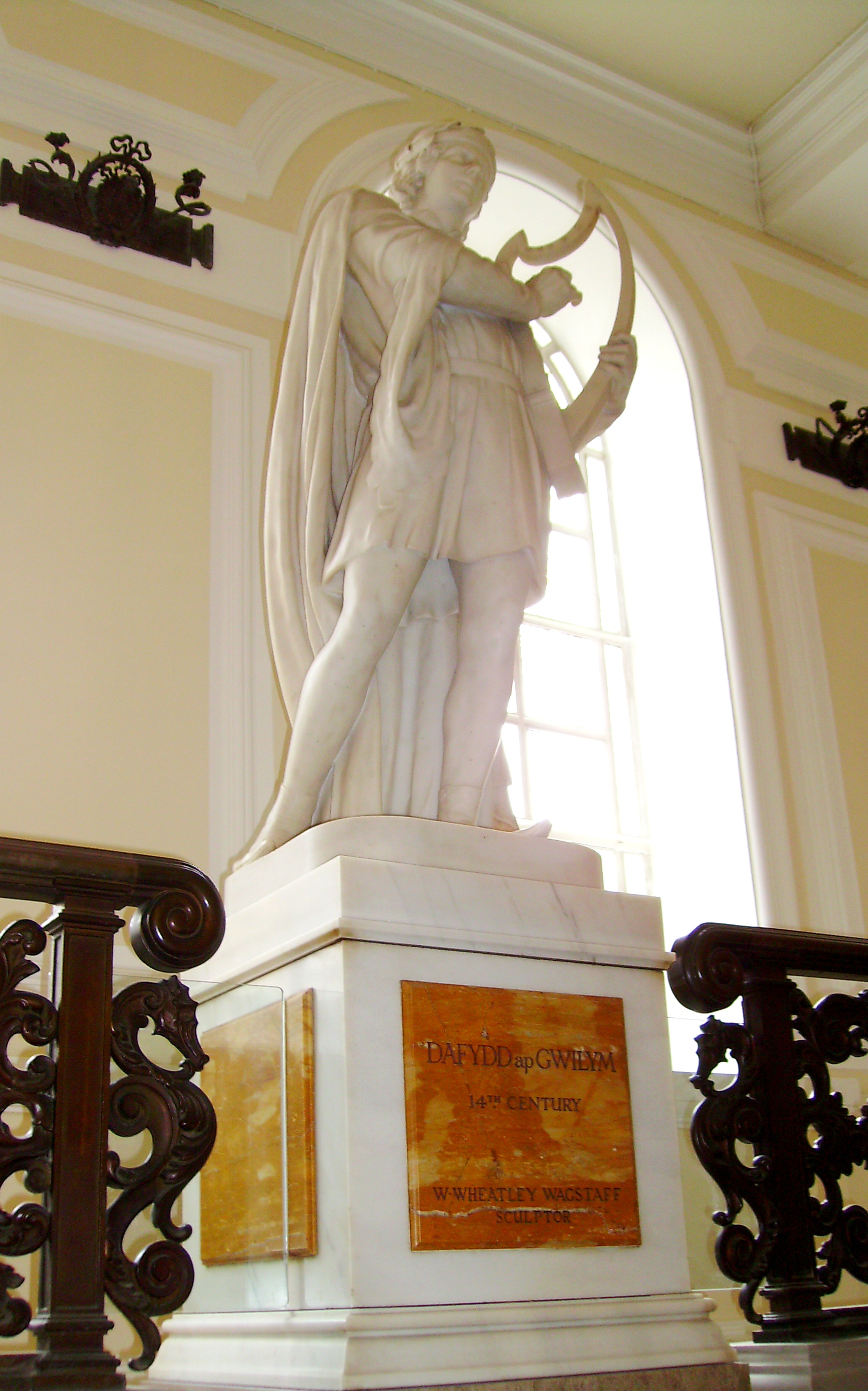
Escultura de Dafydd ap Gwilym tallada por W. Wheatley Wagstaff en el ayuntamiento de Cardiff.

Con el tiempo, el rol de Gwyn empezó a disminuir y, en el folclore posterior, se le considera rey de los Tylwyth Teg, las hadas de la tradición galesa. Aparece como una figura más simple en el Buchedd Collen (La vida de San Collen), en la cual él y su séquito son derrotados en Glastonbury Tor gracias al uso de agua bendita. Según el Speculum Christiani, un manuscrito del siglo XIV en contra la adivinación, los adivinos galeses invocaban el nombre de Gwyn antes de entrar en los bosques, proclamando: "al rey de los espíritus, y a su reina. Gwyn ap Nudd, tú que estás allá en el bosque, por amor a tu compañera, permítenos entrar en tu morada".
El célebre bardo Dafydd ap Gwilym, en el siglo XIV, menciona a Gwyn en varios textos, lo que sugiere que el personaje era ampliamente conocido en Gales durante el período medieval. En Y Dylluan, describe al búho epónimo como el "ave de Gwyn ap Nudd", mientras que en el Y Niwl, se le describe como el "trickster de hombres, con su rostro oscuro" y a su talaith (familia o tribu, presumiblemente las hadas o Tylwyth Teg) como talaith y gwynt, "la nación del viento". Gwyn es mencionado de nuevo en el Y Pwll Mawn, en el que el bardo narra un desafortunado relato autobiográfico en el que él y su caballo casi mueren ahogados en un lago, descrito como el "lago de peces de Gwyn ap Nudd" y como "el palacio de los elfos y sus hijos."
Se asocia a menudo a Gwyn con la cacería salvaje, en un rol similar al que se le da a Woden o a Herne el cazador. Algunas tradiciones llaman Iolo ap Huw al principal cazador de Gwyn, quien, cada Halloween, "se puede encontrar animando a Cŵn Annwn en su lucha con Cader Idris". En el Libro Negro de Carmarthen Gwyn afirma que el mejor de sus sabuesos es Dormarch.

## Etimología
Gwyn significa "claro, brillante, blanco", similar al fionn irlandés. Como tal, tiene alguna conexión con el héroe irlandés Fionn mac Cumhail, cuyo bisabuelo materno era Nuada. El nombre del padre de Gwyn, Nudd, parece ser un cognado de la deidad britónica Nodens, como es también el caso de Nuada.
Gwyn se utiliza de manera cotidiana como sustantivo y adjetivo común: también sigue siendo un nombre popular. Especialmente en el galés antiguo y medio, "gwyn" también tiene las connotaciones de "puro, sagrado o santo".